# Chromis tingting
Chromis tingting là một loài cá biển thuộc chi Chromis trong họ Cá thia. Loài này được mô tả lần đầu tiên vào năm 2019.

## Từ nguyên
Từ định danh tingting được đặt theo tên người mẹ của Yi-Kai Tea, tác giả thứ nhất trong bản mô tả loài cá này, vì "tình thương vô bờ bến, sự ủng hộ và khích lệ của bà" (bản dịch).
Tên thông thường của C. tingting trong tiếng Anh là Moonstone chromis (tạm dịch: cá thia đá mặt trăng), hàm ý đề cập đến màu ánh bạc trên cơ thể của chúng.

## Phạm vi phân bố và môi trường sống
C. tingting hiện chỉ được biết đến tại vùng biển Nhật Bản, cụ thể tại vịnh Sagami và vịnh Suruga (phía đông nam đảo Honshu), đảo Okinawa (thuộc quần đảo Ryukyu), đảo Hachijō-jima (quần đảo Izu), đảo Kashiwajima (phía tây nam tỉnh Kōchi). Nhiều khả năng loài này cũng xuất hiện ở Hàn Quốc do cá con được phát hiện tại ngoài khơi Tongyeong.
C. tingting được quan sát và thu thập ở độ sâu khoảng 25–86 m, gần các rạn san hô và hải miên (bọt biển).

## Mô tả

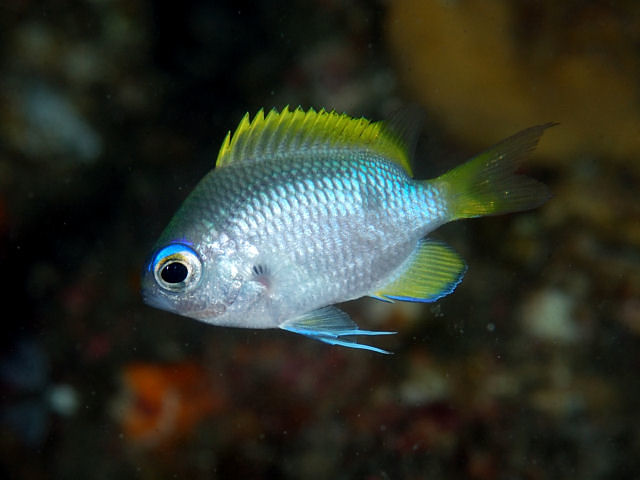
Cá con

C. tingting có chiều dài cơ thể lớn nhất được ghi nhận là 9,8 cm. Cơ thể có màu xám phớt xanh lam đến xám sẫm, ánh bạc toàn thân. Mống mắt màu xám bạc, vàng tươi ở trên với vòng màu xanh lam bao quanh đồng tử. Gốc vây ngực có đốm đen lớn. Gai vây lưng có màu vàng xám sẫm đến gần như đen (vàng tươi ở cá con), phần vây mềm của vây lưng phớt vàng nhạt hoặc trong suốt. Vây hậu môn màu xám phớt vàng hoặc vàng nhạt, ra xa gần rìa có dải màu xanh lam nhạt. Vây đuôi màu vàng xám đến vàng tươi, màu xanh xám trong suốt khi ra xa. Vây bụng có màu xanh lam nhạt hoặc màu xám trong. Vây ngực màu vàng tươi ở gốc, phần còn lại nhạt dần đến trong suốt.
Số gai ở vây lưng: 14; Số tia vây ở vây lưng: 13–14; Số gai ở vây hậu môn: 2; Số tia vây ở vây hậu môn: 12; Số tia vây ở vây ngực: 19–20; Số gai ở vây bụng: 1; Số tia vây ở vây bụng: 5; Số vảy đường bên: 15–17; Số lược mang: 22–26.